# Shijiazhuang TV-tower

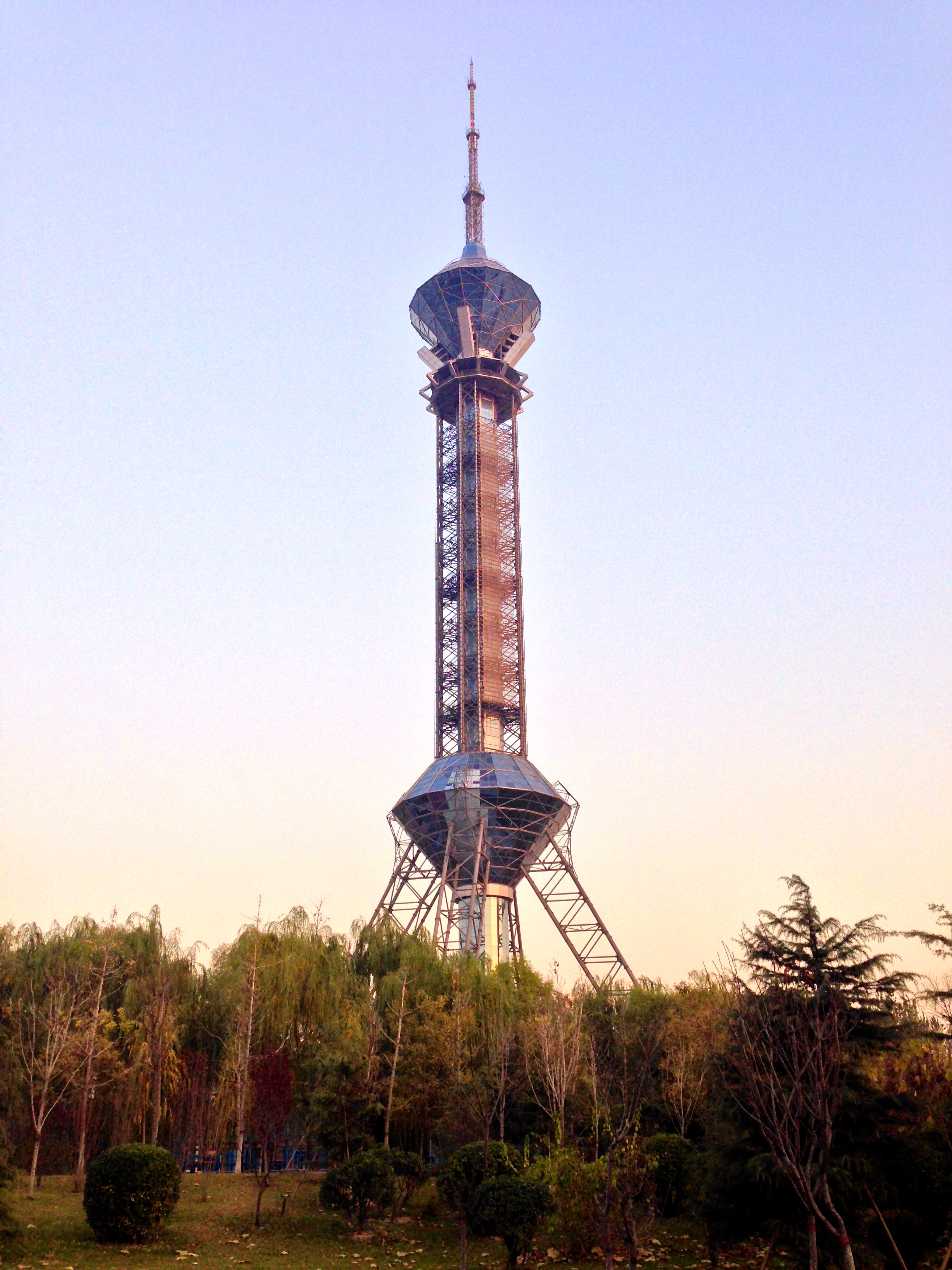
A Shijiazhuang TV Tower em 2013

Shijiazhuang TV-tower foi construída em 1998 na cidade de Shijiazhuang, China. Tem 280 m (919 pés) e é actualmente a 54ª torre mais alta do mundo.